# シャマシュ

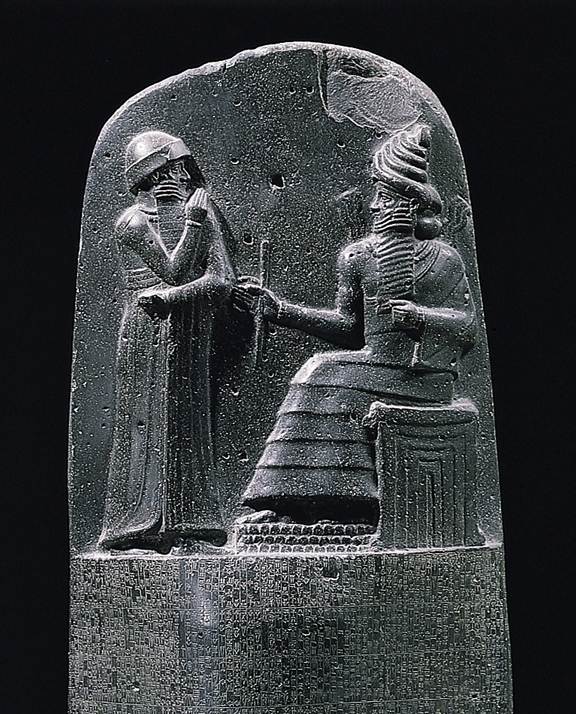
ハンムラビ法典碑頂部に彫られたシャマシュ（向かって右側）とハンムラビ（向かって左側）。シャマシュがハンムラビに王権の象徴である「輪と棒」を与える場面。

シャマシュ（Shamash, šamaš）は、メソポタミア神話の太陽神。シュメール語ではウトゥ（Ud）と呼ばれる。シャマシュはアッカド語で「太陽」、ウトゥはシュメール語で「太陽」または「日」の意。
シュメールにおける原初の5都市のうち、天から与えられた4番目の都市シッパル、ほかラルサにおいても都市神を担い、両都市に神殿「エバッバル」を持つ。シュメール人は太陽を白色と見ており、エバッバルは「白く輝く神殿」の意を含み別名「白い家」とも呼ばれていた。
メソポタミアではウトゥもシャマシュも男神であった。しかし、アッカド語のシャマシュ（Šamaš、語根はšmš）は他のセム系民族の太陽（神）を表す語と軌を一にしているのであり、ウガリト語（西セム語）のシャプシュ （Šapš）、ヘブライ語（西セム語）のシュメシュ（Šemeš）、そしてアラビア語（南セム語）のシャムス（Šams）が太陽（女性名詞） もしくは太陽女神を意味することから考えると、シャマシュも初めは女神であった可能性が高い。女神シャマシュはシュメール文化との接触によってウトゥと同定され、男神に変化したと考えられる。しかし、この過程を文書資料から裏付けることはほぼ不可能である。

## 概要
日の出と共にマシュ山のそばにある東の門から現れ、全てを照らしながら天空を横切り、夕方になると西の門より天の奥へと帰り一夜を過ごすと、翌朝再び東の門から現れるという。その姿は肩から太陽光線を放つ、長い髭を蓄えた長い腕の男性として描かれる（そもそも、長い髭や長い腕は、太陽円盤から放射状に伸びる太陽光線の、擬人化だと考えられる）。シャマシュのシンボルはバビロニアでは四芒星に4束の波状線が組み合わされたもの、アッシリアでは有翼日輪、または太陽円盤が一般的。

シャマシュのシンボルである四芒星と波型
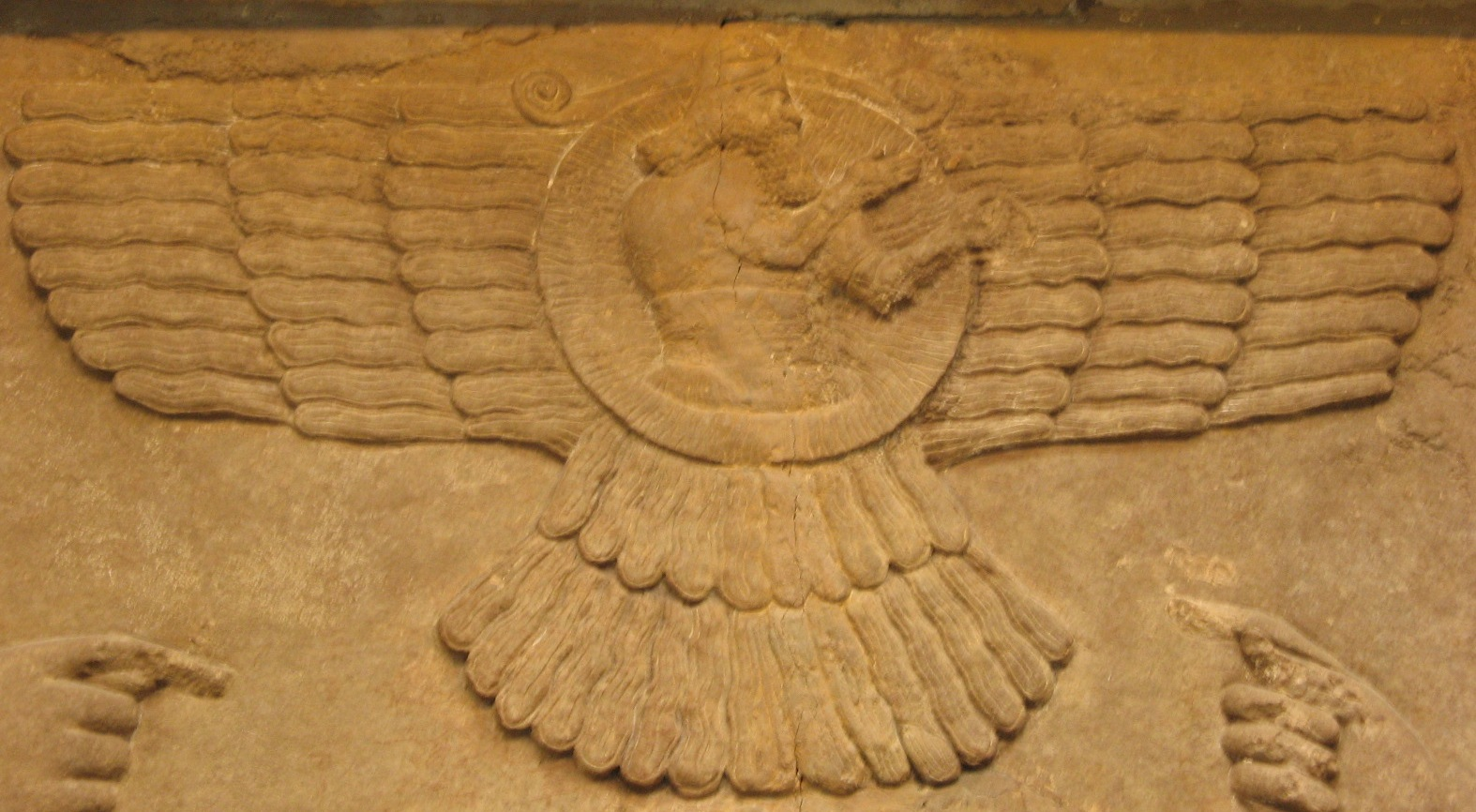
ニムルド遺跡で発見されたシャマシュを表す有翼日輪のレリーフ

## 神性
シャマシュはシュメール・アッカドにおける数多い神々の中でも特に、天空のアヌ（シュメール名：アン）・大地のエンリル（シュメール名：ヌナムニル）・深淵のエア（シュメール名：エンキ）を3柱とする「大いなる神々」の序列に属する有力な神の一角であったとされる。偉大でありながら人間にとっては身近な神であり、古代メソポタミアでは守護都市であるラルサとシッパルを越え広く崇拝された。それはシャマシュが、多様な神格を宿していたことに由来する。

### 善良なる太陽神
太陽神として日輪の恵みをもたらす一方、破壊的な力の化身でもあった。彼の手に握られた武器は太陽の持つ灼熱と暴力を象徴し、メソポタミア周辺の異民族を従え正義を執り行う、太陽神の中に戦士としての一面を備えていたという。ただし古代メソポタミアでは、月を暦の基準とした太陰暦を採用するなど月の方が太陽より優位にあったため、序列自体は高くともエジプトの太陽神ラーのように国家神として重要視されることはなかった。そんなシャマシュは基本的には優しく、善良な神であったとされる。

### 正義の神
第一に、シャマシュは正義を司る法と裁判の守護神として崇められ、「真実と正義の主」「天と地の裁き主」「運命を決する方」などの添名で呼ばれていた。バビロニアでは、シャマシュよりハンムラビ法典がハンムラビに与えられたとされる説話も残されている。

### 冥界の神
第二の神格は「生者を守る神」。ここでいう生者の守護神とは冥界神と同義であるが、冥界神と言っても罪人を裁くためにあるいわゆる地獄に居るような恐ろしい神のことではない。諸説ある古代メソポタミアの宇宙観の中で有名なものに、世界を天・地・地下に三分し、地下を更に深淵と地下世界に二分した内の最下方、そこに死者が行きつく場所（すなわち冥界）を配していた、というものがある。冥界は生前の行いの善し悪しに関わらず、死者となれば皆一律に行けなければならない暗く乾燥した世界であるが、シャマシュはそうした冥界を「照らす」ことで、地上を脅かす地下世界の悪霊などを制御すると信じられていた。冥界の諸霊に起因する疫病や災厄からの救いを願うアッカド語の祈祷が、シャマシュに最も多く捧げられていたのはこのためである。概要で触れている通り、シャマシュは夜を西の果てで過ごすというが、一説によればその場所がまさに冥界であった。夜になると冥界を照らして生者を護る一方、昼には地上を照らし万物を見通すとされた。

### 占いの神
第三に、万物を見通すシャマシュは占いを司るとも言われる。シュメールにおける主な占いの方法は、動物の内臓観察。特別にと殺された子羊などの肝臓や腸、ときに肺や胆のうの色形や腫瘍の有無などを検分し、吉兆を占うというものである。肝臓占いはより高度になりつつ、バビロニアでは占星術や気象学などがベターとなっていった。

## 宗教感情
太陽のパトロンであるばかりでなく、裁きの神でもあるシャマシュに対して、一種の讃歌である非常に長文の詩が一点捧げられている。アッカド語の作品で、典礼詩というより、むしろ文学作品としての性格が強い。写本は前一千年紀以降のものが知られているが、テクスト自体はそれより何世紀か遡って成立したと思われる。この詩はメソポタミアの文学作品としては、例外的に力強い響きに満ちた傑作である。そのうちの初めの部分からの抜粋を引用する。

## 伝承におけるシャマシュ
イシュタル（シュメール名：イナンナ）とは双子の兄妹。イシュタルの姉に当たるエレシュキガルとも兄妹であるが、双子ではない。ほかに兄弟とされるアダド（シュメール名：イシュクル）、アムル（シュメール名：マルトゥ）など数名の神々においては諸説ある。
配偶神はアッカドにおける暁の女神アヤ、女祭事（神官）はギルガメシュの母ニンスン。子どもはシュメール王名表によればメスキアグガシェルだが、ルガルバンダ叙事詩ではエンメルカルがシャマシュの御子という称号を得ている。また、火の神ヘンドゥルサグを設けたとも言われる。

### 系譜
神々の序列は必ずしも一貫しているわけではなく、言わば形成過程にあり現存する系譜は未完成である。故に矛盾点も多く統一性に欠けるが、主にシュメール系統とアッカド系統に分けることができる。以下、代表的なもの。※実線は親兄弟、点線は婚姻関係、*は女神であることを示している。

## 言語としてのシャマシュ
古代オリエントの人名には神名が織り込まれていることが多く、たとえばシャムシ・アダドはアッシリア王に多かった名前で、シャムシ・アダド1世、シャムシ・アダド5世などが知られている。またシャマシュ・シュム・ウキンはエサルハドンからバビロンに封ぜられた者である（在位：紀元前669年 - 648年）。
アラビア語においてはシャムス (شمس, shams) は天体としての太陽を意味するほか、男性名ならびに女性名として用いられている。イスラーム以前の多神教時代ではアラビア半島において太陽神の名前としても知られ、アラビア半島南部ではシャムス神という女神が信奉されていた。
またペルシアでも名前として用いられている。ヘブライ語の「太陽」シェメシュ (שֶׁמֶשׁ shemesh) を含め、シャマシュと同語源である。
ヘブライ語のシムショーン（サムソン）、シムシャー（窓ガラス）などもこの派生形である。シャンマーシュ (שַׁמָּשׁ šammāš) は、シナゴーグの管理人、またハヌッキーヤーの中央にある灯台の名称となっている。

## 神話から見るシャマシュ
シャマシュは各神話においても太陽神として描かれ、『ルガルバンダ叙事詩』や『エタナ物語』、ウトナピシュティムの『大洪水伝説』、『イナンナの冥界下り』など複数の物語に登場するが、メソポタミア神話全体で見ればさほど目立つ存在ではない。その活躍は書版によってある程度まで加減されているが、シャマシュについて最も多く言及されているのは『ギルガメシュ叙事詩』1つに限られる。主人公を助けるという重要な役として度々登場し、それは同じ立ち位置である『エタナ物語』よりも大胆に描かれている。

### ギルガメシュ叙事詩
主な活躍のシーン：主人公ギルガメシュとその親友エンキドゥがフンババの住む森へ行きレバノンスギを持ち帰ると言うので、ギルガメシュに旅の加護を与える。ウルクの長老たちはシャマシュを「（ギルガメシュに対する）あなたの神」と呼んで遠征の無事を祈り、ギルガメシュにはなむけの言葉を掛けて送り出した。ギルガメシュが旅の途中で見た夢には姿を変えて現れ、エンキドゥが言うには、シャマシュがギルガメシュを守ってくれることを表す吉夢だという。予感の通り、シャマシュはフンババ戦でギルガメシュとエンキドゥに励ましの言葉を掛けて後押しし、強い風を起こして援護するなどフンババ征伐に一役買った。
ギルガメシュとエンキドゥが天の雄牛を退治した際、ギルガメシュはシャマシュにその心臓を捧げ礼拝した。後に聖牛退治の件を受け神々がエンキドゥの死を定めると、シャマシュはその採決に最後まで反論するが判決が翻ることはなく、無情にもエンキドゥは死の呪いを受け病床に伏せることとなる。死に恐怖し気持ちが不安定になったエンキドゥに、シャマシュは「野人から人間らしくなれた」ことや「ギルガメシュという友を得た」ことなどを述べ、エンキドゥの心を落ち着かせた。
エンキドゥの死後、シャマシュはギルガメシュと共に手厚く葬儀を執り行う。親友の死に直面したことで精神変化が起き、不死希求の旅に出るというギルガメシュを見て困惑したシャマシュは、「お前は何処まで彷徨うのか」と問い、続けて「お前が求める生命は見つかることがないだろう」と諭した（シャマシュが具体的に描かれる場面は、これを以って最後となる）。
また叙事詩本編から独立した別のエピソードで、ギルガメシュが冥界の穴へ落としてしまった私物（楽器の類）をエンキドゥが取り戻しに向かう、というものがある。冥界へ降りるエンキドゥに、ギルガメシュは「冥界でしてはならぬこと」を教えるが、エンキドゥはそれらを守らなかったために冥界から帰れなくなってしまう。このことでギルガメシュがエアに泣きつくと、シャマシュは冥界の天井に穴を開け無事エンキドゥを救出した。

#### 反発と対立
神々の会議はアヌンナキと呼ばれる神々が、エンリルの神殿「エクル」に集い行われるアヌ主催の最高議会である。『ギルガメシュ叙事詩』においてエンリルは、こうした厳粛な会議の場においてエンキドゥの死を定めたが、このときシャマシュは次のように抗弁する。
「わたしの命令によって彼ら（ギルガメシュとエンキドゥ）はフンババと聖牛を殺したのだ。それなのになぜ、彼らのうちどちらか1人が死なねばならぬのか？」。これを聞いて激怒したエンリルの答えは、実に簡潔かつ感情的であった。「それは、お前（シャマシュ）が日ごとに彼らの仲間であるかのように振る舞うからだ！」
事実、シャマシュはギルガメシュが杉森へ遠征に行くという申し出を承諾し、旅の加護を与えながらシャマシュ自身も直接フンババに攻撃している。ニンスンが「あなた（シャマシュ）は何故、息子（ギルガメシュ）にこのような休まることを知らぬ心を与えるのか。なぜ（フンババを退治するのが）息子なのか」と問い半ば諦めるように、且つ寛容に遠征の成功を祈願していたことからも、フンババ征伐がギルガメシュ自身の強い要望ではあったとはいえ、一連の動作を扇動したのはシャマシュであったという見方もできる。
半神でありながら常に人の側に立ち、神々の秩序に反したギルガメシュの行為は人間からすれば英雄的であったが、秩序を乱された神々からすれば報復を与えるのは至極当然のことだった。それを弁護するシャマシュは、死すべき存在（＝人間）にあまりにも近付き過ぎている。それがエンリルは「気に入らない」として間接的に咎めたが、シャマシュはそれ以降もギルガメシュに対する態度を変えることはなかった。神と神が反発し合うのは決して珍しいことではない。シャマシュとエンリルの場合も同様に、神族同士の対立がここに描かれている。

#### 見送りの心情
ギルガメシュが不死希求の旅に出る際、その旅立ちを唯一見送ったのはシャマシュだった。「お前が求める生命は見つかることがないだろう」。シャマシュは単に、「お前には無理だ」と言ったのではない。シャマシュはギルガメシュを思いとどまらせようとしている一方、旅の決意を確かめてもいるようである。だが、困難が待ち受けていると知りながらまだ引き返せる段階で与えられたシャマシュの弁明、という逃路を迷わず断ち先へ進んだギルガメシュを、シャマシュがどのような気持で見送ったのか『ギルガメシュ叙事詩』は答えない。

### 個人神
個人神とは自分1人だけを護ってくれる神のことを指し、シュメールでは古くからその存在が大切にされていた。個人神は普通、名前も知られていないような下位の神、或いは冥界神がその役に就き、第三者から「誰それの神」、当事者間では「あなたの神」「我が神」といった呼ばれ方をして生涯に渡り祀られる一方、守護の対象がタブーを犯せば厳しく罰したり身捨てたりしてしまうため、自身の運命を良き方向へ導く「現世利益」ために、個人神とうまく付き合うことは重要であった。

#### 愛を注いだ者
『ギルガメシュ叙事詩』におけるシャマシュの位置づけ、ないし性格や神格は、ギルガメシュに対するこういった個人神としての性質に近い。ギルガメシュを特別に気に掛け庇護するという、一貫して彼の意志を尊重した振る舞いがほとんどだからである。正義の神としては「この世の全悪」と呼ばれ恐れられるフンババ征伐への介入に、占いの神としては神託を占う場面にそれぞれ見出すことはできるが、冥界神という面に至っては全く触れられていない。宗教的な面よりも強調されているのは、やはり個人神としてのシャマシュだった。
2人の関係の始まりは、ギルガメシュの誕生時にまで遡る。シャマシュはギルガメシュを見目麗しい容姿に仕上げ、自分の作品を愛でるかのごとく過剰ともいえる加護を与えていく。ギルガメシュ自身も、父であるルガルバンダに対してよりも多くの捧げものをし、重要な場面で祈りを捧げる相手はシャマシュの他に居なかった。こうしたシャマシュの加護は物語の枠を超え、冥界に降りたギルガメシュに冥界神としての権能を授けるなど、ギルガメシュが生きている間だけではなくその死後にまで及んでいったと伝えられている。なぜシャマシュが個人神らしき側面を持ち得たのか、ギルガメシュの守護に就いたのかといった理由は詳らかではないが、2人が密接な結びつきを見せていることは理解に容易い。より端的に言い示すならば、ギルガメシュはシャマシュに「愛された者」とあるため、詰まる所、シャマシュはギルガメシュを「愛した者」と言える。